# Liste der Bildungsminister von Gambia
Die Liste der Bildungsminister von Gambia listet die Bildungsminister des westafrikanischen Staates Gambia von 1960 bis heute auf.
Die offizielle Bezeichnung des Amtes lautete bis Februar 2007 englisch Secretary of State for Education, SOS, ab Februar 2007 englisch Secretary of State for Basic and Secondary Education, SOS danach ab ca. 2009 englisch Minister of Basic and Secondary Education.
| Regierungschef                                                                 | Amtszeit                                                                       | Amtsinhaber                                                                    | Partei- zugehörigkeit                                                          | Anmerkung                                                                      |
| Britisch-Gambia (Britische Kolonie mit Vorbereitung auf eine Selbstverwaltung) | Britisch-Gambia (Britische Kolonie mit Vorbereitung auf eine Selbstverwaltung) | Britisch-Gambia (Britische Kolonie mit Vorbereitung auf eine Selbstverwaltung) | Britisch-Gambia (Britische Kolonie mit Vorbereitung auf eine Selbstverwaltung) | Britisch-Gambia (Britische Kolonie mit Vorbereitung auf eine Selbstverwaltung) |
| ------------------------------------------------------------------------------ | ------------------------------------------------------------------------------ | ------------------------------------------------------------------------------ | ------------------------------------------------------------------------------ | ------------------------------------------------------------------------------ |
| Premierminister Dawda Jawara (PPP)                                             | 1960 bis 1961                                                                  | D. K. Jawara (1924–2019)                                                       | PPP                                                                            |                                                                                |
| Premierminister Dawda Jawara (PPP)                                             | 1961 bis 1962                                                                  | Andrew Camara (1923–2013)                                                      | PPP                                                                            |                                                                                |
| Premierminister Dawda Jawara (PPP)                                             | 1962 bis 1963                                                                  | Paul L. Baldeh (1937–1968)                                                     | PPP                                                                            |                                                                                |
| Premierminister Dawda Jawara (PPP)                                             | 1963 bis 1964                                                                  | Andrew Camara (1923–2013)                                                      | PPP                                                                            | 2. Amtszeit                                                                    |
| Premierminister Dawda Jawara (PPP)                                             | 1964 bis 1965                                                                  | Paul L. Baldeh (1937–1968)                                                     | PPP                                                                            | 2. Amtszeit                                                                    |
| Republik Gambia (Erste Republik)                                               |                                                                                |                                                                                |                                                                                |                                                                                |
| Premierminister Dawda Jawara (PPP)                                             | 1965 bis 1966                                                                  | Paul L. Baldeh (1937–1968)                                                     | PPP                                                                            |                                                                                |
| Premierminister Dawda Jawara (PPP)                                             | 1966 bis 1970                                                                  | Kalilou Singhateh (1934–2025)                                                  |                                                                                | Umwandlung zum präsidentiellen Regierungssystem                                |
| Staatspräsident Dawda Jawara (PPP)                                             | 1970 bis 1972                                                                  | Ibrahima Momodou Garba-Jahumpa (1912–1994)                                     | PPP                                                                            |                                                                                |
| Staatspräsident Dawda Jawara (PPP)                                             | 1972 bis 1977                                                                  | Momodou C. Cham (* 1937)                                                       | PPP                                                                            |                                                                                |
| Staatspräsident Dawda Jawara (PPP)                                             | 1977 bis 1978                                                                  | Assan Musa Camara (1923–2013)                                                  | PPP                                                                            | 3. Amtszeit                                                                    |
| Staatspräsident Dawda Jawara (PPP)                                             | 1978 bis 1981                                                                  | Dembo A. S. Jatta (* 1941)                                                     | PPP                                                                            |                                                                                |
| Staatspräsident Dawda Jawara (PPP)                                             | 1981 bis 1983                                                                  | Assan Musa Camara (1923–2013)                                                  | PPP                                                                            | 4. Amtszeit                                                                    |
| Staatspräsident Dawda Jawara (PPP)                                             | 1983 bis 1985                                                                  | Abdoulie K. N’Jie                                                              | PPP                                                                            |                                                                                |
| Staatspräsident Dawda Jawara (PPP)                                             | 1985 bis 1987                                                                  | Louise N’Jie (1922–2014)                                                       | PPP                                                                            |                                                                                |
| Staatspräsident Dawda Jawara (PPP)                                             | 1987 bis 1991                                                                  | Bakary Bunja Dabo (* 1946)                                                     | PPP                                                                            |                                                                                |
| Staatspräsident Dawda Jawara (PPP)                                             | 1991 bis 1992                                                                  | Louise N’Jie (1922–2014)                                                       | PPP                                                                            | 2. Amtszeit                                                                    |
| Staatspräsident Dawda Jawara (PPP)                                             | 1992 bis 1994                                                                  | Alieu Erima Woola Fatty Badjie (1925–2005)                                     | PPP                                                                            |                                                                                |
| Republik Gambia (Zweite Republik)                                              |                                                                                |                                                                                |                                                                                |                                                                                |
| Militärregierung (AFPRC) Yahya Jammeh                                          | 1994 bis 1997                                                                  | Satang Jow (* 1943)                                                            |                                                                                |                                                                                |
| Staatspräsident Yahya Jammeh (APRC)                                            | 1997 bis 1998                                                                  | Satang Jow (* 1943)                                                            |                                                                                |                                                                                |
| Staatspräsident Yahya Jammeh (APRC)                                            | 1999 bis 2004                                                                  | Ann Therese Ndong-Jatta (* 1956)                                               |                                                                                |                                                                                |
| Staatspräsident Yahya Jammeh (APRC)                                            | 2004 bis 2016                                                                  | Fatou Lamin Faye (* 1954)                                                      |                                                                                |                                                                                |
| Republik Gambia (Dritte Republik)                                              |                                                                                |                                                                                |                                                                                |                                                                                |
| Staatspräsident Adama Barrow (UDP)                                             | 2017 bis 2024                                                                  | Claudiana Cole (* 1958)                                                        |                                                                                |                                                                                |
| Staatspräsident Adama Barrow (UDP)                                             | 2024 bis 2024                                                                  | Haddy Jatou Sey                                                                |                                                                                |                                                                                |
| Staatspräsident Adama Barrow (UDP)                                             | 2024                                                                           | Pierre Gomez (* 1973)                                                          |                                                                                | geschäftsführend                                                               |
| Staatspräsident Adama Barrow (UDP)                                             | ab 2024                                                                        | Habibatou Drammeh                                                              |                                                                                |                                                                                |